# Радио и телевизия на Република Сръбска
Радио и телевизия на Република Сръбска (на сръбски: Радио телевизија Републике Српске), съкратено РТРС, е републиканската организация за радио и телевизия на Република Сръбска.
Тя е част от системата за публично телевизионно и радиоразпространение на Босна и Херцеговина. Седалището на РТРС се намира в Баня Лука.